# Adriana Bazon

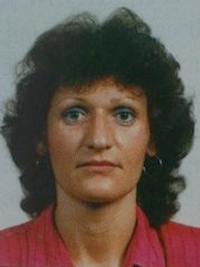
Adriana Bazon in den 1980er-Jahren

Adriana Bazon, geboren als Adriana Chelariu, (* 5. Juli 1963 in Copălău, Kreis Botoșani) ist eine ehemalige rumänische Ruderin, die vier olympische Medaillen gewann.
Die 1,81 m große Ruderin trat bis 1987 unter ihrem Geburtsnamen Adriana Chelariu an, nach der Heirat startete sie ab 1988 als Adriana Bazon.

## Karriere
Bereits im Alter von 18 Jahren belegte sie mit Mărioara Popescu den vierten Platz bei den Weltmeisterschaften 1981 im Doppelzweier. Zwei Jahre später erreichte Chelariu bei den Weltmeisterschaften 1983 den vierten Platz im Doppelvierer. Vor den Olympischen Spielen 1984 wechselte sie vom Skullrudern zum Riemenrudern. Mit dem rumänischen Achter gewann sie in Los Angeles die Silbermedaille hinter den Gastgeberinnen. Nach zwei Bronzemedaillen mit dem Achter bei den Weltmeisterschaften 1985 und 1986 jeweils hinter UdSSR und DDR gewann Chelariu bei den Weltmeisterschaften 1987 in Kopenhagen zwei Weltmeistertitel. Im Achter lösten die Rumäninnen nach sieben Titeln in Folge die Sowjetunion ab, Valentina Virlan, Marioara Trașcă, Adriana Chelariu, Veronica Necula und Steuerfrau Ecaterina Oancia siegten außer mit dem Achter auch mit dem Vierer mit Steuerfrau.
Auch bei den Olympischen Spielen 1988 startete Adriana Bazon in zwei Bootsklassen. Mit dem Achter gewann sie die Silbermedaille hinter dem Boot aus der DDR. Im Vierer mit Steuerfrau traten Mihaela Armășescu und Adriana Bazon nur im Vorlauf an. Im Finale gewann das rumänische Boot die Bronzemedaille, Armășescu und Bazon erhielten für den Vorlaufeinsatz ebenfalls eine Bronzemedaille. Bei den Weltmeisterschaften 1989 in Bled gewann Bazon zum dritten Mal in Folge zwei Medaillen beim Saisonhöhepunkt: Nach Bronze im Vierer ohne Steuerfrau gewann sie im Achter den Weltmeistertitel. Nach einer Pause 1990 kehrte Adriana Bazon bei den Weltmeisterschaften 1991 zurück, sie gewann die Bronzemedaille mit dem Achter und belegte im Zweier ohne Steuerfrau den fünften Platz. 1992 nahm Adriana Bazon zum dritten Mal an Olympischen Spielen teil. Bei der Olympiaregatta 1992 gewann sie im Achter hinter den Kanadierinnen ihre dritte Silbermedaille, im Vierer ohne Steuerfrau erreichte sie den fünften Platz.